# Aloysius Ignatius Maria Keulemans

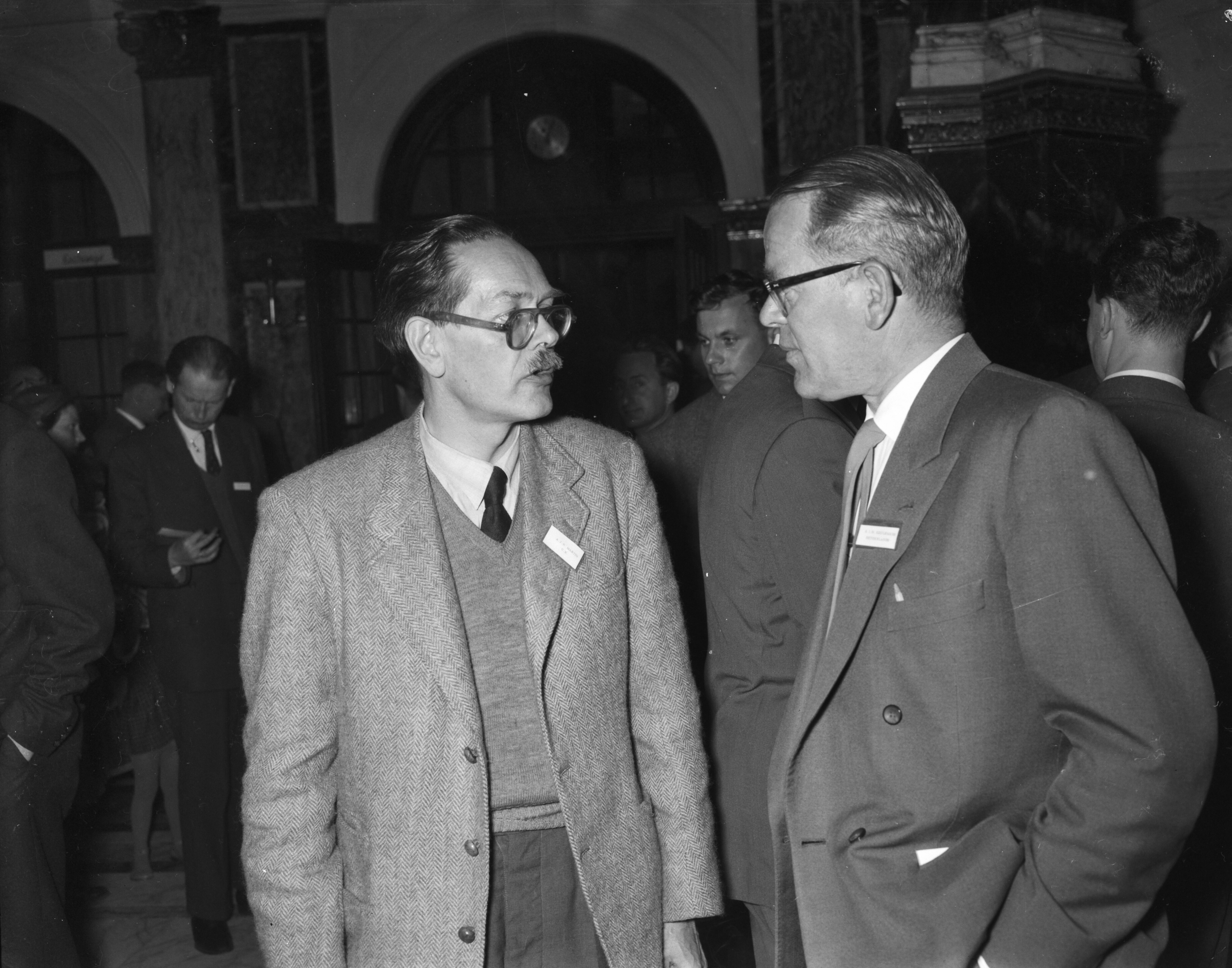
Keulemans (rechts) mit Archer J. P. Martin (1958)

Aloysius Ignatius Maria Keulemans, genannt Lou Keulemans, (* 21. Juni 1908 in Rotterdam; † 10. Februar 1977 in Prag) war ein niederländischer Chemiker und Pionier der Gaschromatographie.

## Leben
Keulemans studierte Mathematik an der Universität Leiden mit dem Abschluss 1932. Danach arbeitete er bei einer Versicherung, bevor er nach einer Firmenfusion arbeitslos wurde und sein Studium als Chemieingenieur an der TH Delft aufnahm. Nach dem Abschluss 1938 arbeitete er an den Laboratorien von Royal Dutch Shell in Amsterdam und wurde 1942 an der TU Delft bei Frans Scheffer promoviert (Isomerisatie en thermodynamische stabiliteit van koolwaterstoffen). Da die Universität unter deutscher Besatzung geschlossen war, erfolgte die offizielle Promotion 1945 in Amsterdam. 1958 wurde er Professor an der TU Eindhoven, die er zu einem Zentrum der Gaschromatographie machte und schulbildend wirkte. Er holte unter anderem Josef Franz Karl Huber nach Eindhoven.
Der Gaschromatographie wandte er sich nach einem Forschungsaufenthalt bei Archer John Porter Martin beim Medical Research Counil 1952 in London zu. Bekannt war sein 1957 erschienenes Lehrbuch.  Er unternahm sowohl Grundlagenforschung als auch Entwicklung von Instrumenten und Technik der Gaschromatographie. Von ihm stammt die erste überzeugende Bestätigung der Theorie von J. J. van Deemter. Die Ergebnisse präsentierte er 1956 auf einem internationalen Symposium. 
Er war im Austausch von Wissenschaftlern zwischen Ost und West aktiv. Mitte der 1970er Jahre zog er sich aus Gesundheitsgründen aus der Forschung und Lehre zurück und ließ sich in Prag nieder.

## Schriften
- Gas Chromatography. Reinhold Publ., 1957, 2. Auflage 1959
  - Deutsche Ausgabe: Gas-Chromatographie, Verlag Chemie 1959
- Practical instrumental analysis. Elsevier, 1965.